# Oldřich Šmelhaus
Oldřich Šmelhaus (2. února 1907 Městec Králové – 1991) byl československý sportovec, funkcionář a rozhodčí.
Narodil se v Městci Králové, v dětství se s rodiči přistěhoval do Mladé Boleslavi. Kde začínal se sportem. Věnoval se atletice, fotbalu a hokeji. Později odešel studovat do Prahy. Tam začal hrát házenou a s týmem Slavia Praha se v roce 1926 stal mistrem republiky. Kromě házené hrál za Slavii i hokej a zúčastnil se s ní například Tatranského poháru. V roce 1928 byl vybrán do hokejové reprezentace na turnaj Jean Potin Cup v Paříži, který český tým vyhrál. Oldřich Šmelhaus se tak stal prvním hokejistou z klubu BK Mladá Boleslav, který se dostal do reprezentace. V letech 1932 – 1933 hrál hokej za LTC Praha. Poté hrál až do roku 1939 v BK Mladá Boleslav. V roce 1945 se stal předsedou boleslavského hokejové klubu. V následujících letech byl také hokejovým rozhodčím. Zemřel v roce 1991.